# Отиљо
Отиљо (итал. Ottiglio) је насеље у Италији у округу Алесандрија, региону Пијемонт.
Према процени из 2011. у насељу је живело 449 становника. Насеље се налази на надморској висини од 228 м.

## Становништво
| 1931. | 1936. | 1951. | 1961. | 1971. | 1981. | 1991. | 2001. | 2011. |
| ----- | ----- | ----- | ----- | ----- | ----- | ----- | ----- | ----- |
| 2.215 | 2.053 | 1.718 | 1.393 | 1.058 | 837   | 724   | 659   | 672   |